# Renales
Renales es una localidad española del municipio de Torremocha del Campo, perteneciente a la  provincia de Guadalajara, en la comunidad autónoma de Castilla-La Mancha.

## Geografía
Renales está a 1081 m sobre el nivel del mar, en latitud 40°54′46″ N y longitud 2°31′35″ O. Su término abarcaba 24,5 km², y su principal vía de acceso es la carretera comarcal GU-928.
Tiene un clima continental del tipo serrano, con abundantes precipitaciones y nevadas entre los meses de octubre y marzo, y temperaturas que en invierno pueden alcanzar en invierno hasta los -15 °C, mientras que en verano es raro que al mediodía se superen los 30 °C.
Desde el punto de vista geológico, su término municipal está dividido en dos áreas. La primera correspondiente a las zonas de cultivo intensivo situadas al oeste y norte del pueblo, se corresponde con el Lías o Jurásico Inferior. Se desarrolló en el ambiente marino del mar de Tetis (origen del Mediterráneo actual), y conserva abundantes fósiles marinos. La segunda corresponde al Mioceno terrestre, formada por los depósitos previos a las glaciaciones y por las cuatro grandes glaciaciones que formaron las terrazas del río Tajuña y el cañón por el que este discurre en la actualidad.
Su fauna y flora son las propias de la serranía de Guadalajara, abundando como especies silvestres el ciervo, el corzo, los jabalíes, tejones y gatos monteses; entre la flora destacan los montes de roble, con enebros, sabinas y espinos, saúcos y fresnos, así como las especies de plantas silvestres ajedrea, ruda, salvia, tomillo y espliego, entre otras. Ocasionalmente aparecen los buitres negros que habitan la cercana reserva natural del río Dulce, en busca de alimento.

## Historia
El poblamiento en su entorno ha sido continuado desde tiempos prehistóricos hasta la actualidad. En el propio casco urbano han aparecido restos neolíticos y visigodos, así como un castro celtíbero en sus cercanías.

### Prehistoria y protohistoria
Neolítico y Segunda Edad del Hierro
Los restos neolíticos aparecidos bajo los cimientos de las casas en el casco urbano hacen pensar en un primer poblamiento de aldea neolítica, favorecido por la abundancia de agua, propicios para la ganadería, y las características de los terrenos de aluvión que rodean Renales, óptimos para la agricultura. Cabe pensar que este poblamiento terminara desapareciendo cuando las sociedades surgidas de la Edad de los Metales adquirieran culturas belicistas, ya que la localización geográfica no facilita el refugio ni la defensa. En este sentido, son significativos los restos celtíberos que permitieron identificar un castro sobre el Tajuña, abandonado durante la romanización de la península. 

### Siglos I a VId.C.
Antecedentes hispanorromanos y fundación visigoda
Las investigaciones arqueológicas llevadas a cabo por Enrique de Aguilera y Gamboa, marqués de Cerralbo, permiten seguir el establecimiento de los sucesivos pueblos cuyos restos se hallan ubicados en el área geográfica del municipio de Renales. La datación de los hallazgos visigodos en Renales, hoy en el Museo Arqueológico Nacional y en colecciones privadas de los vecinos, nos remiten a la factura artística del primer período, de acuerdo con el esquema de datación de Menéndez y Pidal.
De acuerdo con el autor, los restos más antiguos datan de los años comprendidos entre el 466 y el 485, período durante el cual el rey visigodo Eurico se establece en la península ibérica, obligando a los terratenientes hispanorromanos a adoptar el tratado de hospitalitas. En virtud de éste, los propietarios de tierras agrupadas en torno a una villa romana debían dividir la totalidad de su extensión en tres áreas, cediendo dos a un nuevo señor visigodo, y conservando la villa junto a un tercio de las tierras. Podemos afirmar que la villa hispanorromana hallada por el marqués de Cerralbo en el vecino pueblo de La Fuensaviñán fue el lugar de residencia del terrateniente hispanorromano, y que Renales se estableció en su emplazamiento actual dominando los dos tercios cedidos. Es decir, la villa de La Fuensaviñán se extendió por los actuales términos municipales de Torremocha, La Torresaviñán, La Fuensaviñán, y parte de Laranueva, mientras que la nueva villa goda abarcaba Laranueva, Renales, y Abánades. Cabe pensar que las fronteras vinieran determinadas por las vías romanas, a saber, la emérita augusta (NII) —que discurría al oeste de su actual trazado, cercana a Pelegrina—; la vía que une Cifuentes con Saelices de la Sal; y finalmente los restos de una vía trazada entre Saelices y Villaverde del Ducado, destinada a llevar la sal hasta la Emérita Augusta (NII).

### La Baja Edad Media
Común de Villa y Tierra de Medinaceli
Cabe suponer que Renales, como villa visigótica, permaneció hasta el año 711, momento de la conquista árabe, sin que dispongamos de datos arqueológicos o históricos que nos permitan llenar el vacío hasta el siglo XIV. Precisamente en 1301 encontramos Renales consignado en el Libro Becerro de las Behetrías, mandado compilar por Pedro I de Castilla para conocer sus posesiones. Allí se consignan también, dentro del actual término municipal, dos pueblos más: Villacabras y Pozuel, hoy despoblados, cuyas tierras fueron divididas e incluidas en los términos municipales colindantes: Laranueva, Renales, Abánades y Torrecuadrada.
No disponemos de datos históricos que nos permitan determinar en qué momento se produjo la refundación del Renales medieval, ni si hubo una continuidad poblacional entre el final de la dinastía visigoda en 711 y la desaparición de la marca media en los inicios del siglo XI. Tan solo disponemos de la datación de los elementos románicos conservados de la iglesia de la villa, que pueden fecharse en los inicios del siglo XIII. Sí existen referencias a la conquista del Señorío de Molina a principios del siglo XII, y del establecimiento de la frontera en el próximo castillo de La Torresaviñán, lo que hace suponer que Renales quedaría incluido en el interior del Señorío, aunque en la peligrosa zona fronteriza entre árabes y castellanos. 
En 1154, tras la reconquista de Sigüenza, el obispo Don Bernardo habla de las continuas escaramuzas con los destacamentos musulmanes de Algora y Torremocha, poblaciones situadas en las proximidades del castillo de La Torresaviñán. Éste se apoyaba, además, en una serie de torres defensivas, como Torrecuadrada de los Valles, Luzaga o Tortonda. Dada la historia de la repoblación en el norte de Guadalajara en esta época de la Edad Media, podemos asegurar que el Señor de Molina primero, y el conde de Medinaceli después, se ocuparon en establecer colonos en estos territorios fronterizos. Muchos de ellos, llegados de Navarra, el País Vasco, y territorios del norte de Burgos, eran campesinos guerreros, que disfrutaban de tierras en propiedad y ventajosas condiciones fiscales, a cambio de defender el territorio contra las continuas incursiones.
Hasta 1341 no volvemos a tener noticias de Renales, cuando en los documentos del Ducado de Medinaceli aparece como lugar dentro de la Sexma del Extremo, y comienza su desarrollo dentro del marco jurídico de las comunidades de villa y tierra, en este caso la de Medinaceli, y rigiéndose por su fuero. En 1341 se solicita desde la ciudad cabeza del señorío que acudan representantes de los lugares para fijar los impuestos que deberán pagar cada uno de ellos, tal y como figura en los Archivos del Ducado, en Sevilla. 
A mediados del siglo XIV, la prosperidad económica del Ducado de Medinaceli se ve truncada por las guerras castellano-aragonesas, especialmente por las razzias que lleva a cabo Juan de Puelles en 1452, desde el castillo de Torija, llegando hasta Sigüenza. A ello se unen las epidemias de peste, y la emigración de los hijos de los colonos a los territorios fronterizos —desplazados más al sur— como factores desencadenantes de un descenso en la densidad de población. La pacificación permite, además, asignar territorios mayores en extensión a un único lugar o núcleo poblacional. De este modo, muchos lugares desaparecen, desplazándose sus habitantes a lugares vecinos.
Este proceso genera una gran abundancia de pueblos desaparecidos, los cuales fueron recogidos y estudiados magistralmente por Gómez Moreno. Renales integrará en su territorio a Villacabras, población erigida en los márgenes del río Tajuña, y a Pozuel, en el cual perduraría durante siglos su iglesia, convertida en Cofradía de San Juan del Pozuelo, y a la cual acudían en romería los descendientes de Pozuel, el día de San Juan. Un tercer pueblo, llamado Lazba, con una extensión no inferior al actual Renales, presenta sus ruinas en el paraje denominado Alto del Alba. El propio Gómez Moreno lo recoge en sus estudios, pero sin poder determinar a qué época histórica pertenece. 
Este pueblo responde seguramente a la primera ubicación de Renales durante el siglo XII, cuando las poblaciones tendían a alinearse con un castillo. Entre Villar del Gato (despoblado próximo a Sotodosos) y La Torresaviñán puede trazarse una línea casi recta plagada de poblaciones, existentes o desaparecidas, desde las cuales es visible la torre del castillo. Parece lógico que en el siglo XII lo más importante fuera poderse comunicar entre los pueblos las ofensivas lanzadas por los musulmanes contra el nuevo territorio cristiano del Señorío de Molina.
El rey de Castilla Juan II cederá posesiones del Común de Villa y Tierra de Atienza a su cortesano Gómez Carrillo, el cual recibirá, entre otros, los lugares de Renales, Torrecuadrada de los Valles y Alaminos. El hijo de éste, Alonso Carrillo de Acuña, vende los tres lugares a Sancho García de Torres. Este caballero soriano, alcalde de Medinaceli, establece un señorío con los tres lugares, a los que concede el título de villa. Igualmente, deja establecido a su muerte un hospital para pobres y desamparados en Renales.
Al convertirse en Villa, Renales erigió una picota en el hoy denominado barrio de La Picota. Estableció además la figura del juez de villa en 1512, luego reconvertido en juez de paz, que sería derogado por decreto en 1969. 
A la muerte de García de Torres, su hijo venderá las tres villas al duque de Medinaceli, y éste las cedió a su sobrina Juana de La Cerda. Desde 1512, Renales permanece como posesión del Ducado de Cifuentes, y en la actualidad, sigue perteneciendo al partido judicial de esta ciudad.

### Siglos XVI al XIX
Ducado de Cifuentes y Cofradías'
Uno de los hijos de Juana de la Cerda, señora de Torrecuadrada de los Valles, Renales y Alaminos, se casó con una aldeana de Torrecuadrada, con la abierta oposición de su familia, motivando que el señorío segregado volviera a la larga a ser posesión directa del Ducado de Cifuentes, pero dejando establecido en el pueblo un hermoso palacio, hoy en ruinas, del que se conserva su espléndida fachada renacentista.
Desde el año 1600 podemos seguir la evolución de Renales hasta nuestros días, gracias a los archivos municipales y a los libros de fábrica de la parroquia. El siglo XVII es el momento álgido de consagración de cofradías y hermandades. En 1604 se termina la restauración de la antigua iglesia del Cerrillo, que pasará a ser desde ese momento ermita de la Virgen del Carmen. 
En las mismas fechas tenemos noticia de la reparación del tejado de la ermita de San Juan del Pozuelo –en realidad, la antigua iglesia románica de Pozuel, establecida por los vecinos desplazados de allí, que acudían en romería una vez al año a su antiguo pueblo–. Sin que conozcamos su fundación, el único libro conservado de la Cofradía de la Vera Cruz, antes de San Roque, señala 1602 como año en que Pedro de Carrascosa es mayordomo en la misma. 
La Cofradía del Santo Rosario, formada solo por mujeres, -todas las demás eran exclusivamente de hombres- tuvo su sede en la zona de La Picota, en la casa hoy conocida como antiguo convento. De la Cofradía de la Vera Cruz desconocemos su ubicación y además carecemos de libros escritos, siéndonos conocida porque en 1752 sus miembros se adscriben a la Cofradía de San Roque.
Las cofradías aportan a Renales sus fiestas, hoy tradicionales, y las obras artísticas que de valor quedan en el pueblo. Aunque encontramos numerosas menciones a celebraciones populares, citaremos solo dos por haber llegado hasta nuestros días. La primera, es la fiesta de San Miguel, actualmente celebrada en la fecha más próxima a la Virgen del Carmen, por la cofradía del mismo nombre. El origen de esta fiesta fue la restauración de la iglesia del cerrillo, hoy ermita. La imagen de la Virgen ubicada en la misma se bajó en procesión a la iglesia parroquial, donde permaneció cuatro años. Después fue subida de nuevo a la ermita, en procesión, simulando batalla de moros y cristianos, lidiando un toro y haciendo entremeses y representaciones teatrales.
Hoy la fiesta es celebrada aproximadamente en esos términos. El viernes la Virgen del Carmen es bajada a la iglesia y depositada allí, el sábado se sube de nuevo a la ermita, dándose a continuación roscas a todo el pueblo que asista, como hicieron en 1604 los hermanos de la Cofradía. Otra fiesta popular es la celebrada por la Cofradía de San Roque, ya desaparecida, el día del santo, donde se repartía queso, pan y vino en el prado del pueblo a los mozos, y que después se convertiría en caldereta de los corderos cedidos en pago por el pastor que se quedaba con los pastos del pueblo.

### Última etapa
Siglos XVIII al XX
El siglo XVIII asistirá a dos acontecimientos de importancia: la ampliación de la iglesia parroquial y el censo de Floridablanca. A la iglesia, a la que se había añadido un pórtico en el siglo XVI, se la dota de planta de cruz latina, con altar mayor y dos capillas laterales, así como de una torre campanario. 
Las obras finalizan en 1721, y ciegan el atrio porticado renacentista. Se hacen además las tallas del altar mayor, y de las dos capillas laterales, y por el mismo maestro un nuevo retablo para la ermita de la Virgen del Carmen. El retablo de esa ermita se situará en la iglesia, en la nave central, a la izquierda. Y el retablo de la ermita de San Roque en la derecha, siendo aquella reconvertida en iglesia de la Virgen de la Soledad, para celebración de actos fúnebres. El censo de Floridablanca, por su parte, nos ubica en la provincia de Soria por la antigua dependencia de Medinaceli, y consigna 36 habitantes labradores. Hay que entender que esa cifra no se refiere a personas individuales, sino a familias, y calculando una media de cinco miembros, nos daría una población aproximada de 180 habitantes. 
El siglo XIX será una etapa de grandes cambios, encaminados hacia un empobrecimiento general, paralelo al del resto de España, y a la pérdida de protagonismo dentro del Ducado. La Guerra de la Independencia atraerá a numerosos pobladores de Inglaterra, soldados que decidieron quedarse a vivir en la villa, y cuyos nombres extranjeros encontramos en los anales de las cofradías. Madoz asignará a la villa tan solo 16 habitantes, lo que implica que, con una media de 5 habitantes por familia, como hicimos en el censo de Floridablanca, nos proporciona una población que no llega a los cien habitantes, ninguno de los cuales tiene otra especialidad que la de labrador. 
A mediados del siglo XIX, la villa, por entonces con ayuntamiento propio, tenía contabilizada una población de 175 habitantes. Aparece descrita en el decimotercer volumen del Diccionario geográfico-estadístico-histórico de España y sus posesiones de Ultramar de Pascual Madoz de la siguiente manera:

RENALES: v. con ayunt. en la prov. de Guadalajara (11 leg.), part. jud. de Cifuentes (3), aud. terr. de Madrid (21), c. g. de Castilla la Nueva, dióc. de Sigüenza (4). sit. en un valle, con buena ventilacion y clima sano. Tiene 50 casas; la consistorial que sirve de cárcel; un pósito con el fondo de 12 fan. de trigo; 2 fuentes de buenas aguas; escuela de instruccion primaria; una igl. parr. (San Sebastian) servida por un cura, cuya plaza es de provision real y ordinaria term.: confina con los de Cortes, Abanades, Torrecuadradilla, Torrecuadrada de los Valles y Laranueva; dentro de él se encuentran 2 ermitas (la Soledad y Ntra. Sra. del Carmen). El terreno, que participa de quebrado y llano, es árido y flojo, todo de secano, a pesar de bañarlo el rio Tajuña: hay buenos montes de roble y alguna encina. caminos: los que dirigen á los pueblos limítrofes, todos de herradura, en mal estado. correo: se recibe y despacha en la cab. del part. prod.: trigo, cebada, avena, garbanzos, almortas y otras legumbres; cera, miel, leñas de combustible y carboneo, y buenos pastos con los que se mantiene ganado lanar, cabrio, vacuno, mular y asnal; abunda la caza de perdices, liebres y conejos; no faltan lobos y zorras, y en el Tajuña se crian esquisitas truchas, anguias, barbos y cangrejos. ind.: la agrícola, recriacion de colmenas, el carboneo cuando se permiten cortas, 2 molinos halinos harineros y un batan. pobl.: 52 vec., 175 alm. cap. prod.: 1.396,000 rs. imp.: 69,800. contr.: 3,954.
(Madoz, 1849, pp. 411-412)

A finales de siglo el duque de Medinaceli venderá su finca de caza, última posesión en la villa, al vecino de la misma León Gallego. Desaparecerán, por abandono y falta de medios, todas las cofradías salvo la de la Virgen del Carmen. La iglesia de Pozuel, Cofradía de San Juan del Pozuel, se convierte en ruinas, y desaparece. 
Los acontecimientos más significativos del siglo XX serán los asociados a la Guerra Civil y al despoblamiento en la década de 1960. En 1937 queda establecido el frente entre republicanos y franquistas en ambas márgenes del río Tajuña. Renales es ocupado por las tropas de los sublevados, que incluyen numerosos soldados italianos y moros. La población es evacuada antes de 1937 para realizar un bombardeo aéreo y arrasarla, aunque el ataque no es llevado a cabo con éxito, y las bombas solo alcanzan la cercana zona de Las Eras. 
Como en el resto de España, milicianos incontrolados, vecinos del pueblo, queman los santos de la iglesia, algunos libros y ropas talares, sin que llegaran a destruir los retablos. Los años de la posguerra transcurren con la economía de subsistencia que caracterizaba a la población desde el siglo XIX, agravada por la carestía impuesta por el bloqueo internacional, los años de guerra, y los altos impuestos estatales. La década de los sesenta y setenta, que asiste al milagro económico español, y ve resurgir las industrias en las grandes ciudades, apoyada por el levantamiento del bloqueo de Estados Unidos, verá desaparecer toda la población joven de Renales. Desde 1960, los matrimonios de treinta y cinco años para abajo, algunos con niños, se marchan a Madrid o a Barcelona a buscar trabajo y posibilidades de ascenso.
Históricamente, la emigración y su consecuente fenómeno de abandono de Renales, culminará en 1969, cuando, todavía bajo el amparo de la dictadura, se impone el agrupamiento del municipio, junto con los de Laranueva, Torrecuadrada de los Valles, La Fuensaviñán, La Torresaviñán, y Navalpotro, bajo la alcaldía de Torremocha del Campo. Se anula el juzgado de paz que había subsistido desde la concesión del villazgo en 1512, y Renales pasa a ser una concejalía con la denominación de “Barrio de Torremocha del Campo”. En ese mismo año el médico se traslada a Torremocha.
En las décadas de 1980 y 1990 los emigrados restauraron o erigieron nuevas casas en el casco municipal, mientras se arruinaban otras. Hoy la población actual es de 20 habitantes todo el año, y de entre 200 y 300 personas en los momentos de mayor afluencia (fiestas del Carmen o período estival). La restauración de la iglesia parroquial ha recuperado recientemente la arcada renacentista del pórtico, que fue cegada en el siglo XVIII.

## Demografía
| Gráfica de evolución demográfica de Renales entre 1842 y 1960 |
| |
| Población de derecho según los censos de población del INE Población de hecho según los censos de población del INEEntre el censo de 1970 y el anterior, este municipio desaparece porque se integra en el municipio Torremocha del Campo |

## Gobierno y administración
Renales tiene la categoría de Ayuntamiento Pedáneo, teniendo como Ayuntamiento Archivado el 13 de agosto de 2020 en Wayback Machine. principal Torremocha del Campo. Esta condición está regulada por un Estatuto de Agregación de 1969, que incluye a los pueblos de Laranueva, Renales, Navalpotro, Torrecuadrada de los Valles, La Fuensaviñán, La Torresaviñán y Torremocha del Campo.
El estatuto establece la existencia de un alcalde de barrio, designado por los concejales electos de Torremocha del Campo, que actúa en representación del Ayuntamiento y de los vecinos del propio pueblo. Renales conserva, en virtud del acuerdo de agregación, la propiedad y explotación de sus bienes públicos, y el derecho a percibir los ingresos de esos bienes.

## Economía
Las fuentes de ingresos de la localidad las constituyen la explotación del coto de caza, los pastos y los montes. El Coto de Caza está administrado por la Asociación de Cazadores. 
Los pastos son gestionados por la Cámara Agraria, cuyo representante percibe el monto pagado por el pastor o pastores que tengan concedida la explotación, y lo reparte a su vez entre los vecinos propietarios de pastos, en proporción a las hectáreas en propiedad. 
Los montes, por su parte, son concedidos por la Diputación de Guadalajara para su explotación única y exclusiva por aquellos vecinos que tengan en propiedad una casa en el pueblo, los cuales tiene derecho a la corta anual de una suerte (denominación del terreno asignado para la corta). Esta corta está regulada por el guarda forestal, que marca previamente los árboles que deben conservarse, pudiéndose cortar aquellos no marcados.
Renales carece de industrias y empresas, siendo la única actividad económica la de los agricultores que trabajan las tierras municipales, tanto las que tienen en propiedad como las de otros vecinos que les son concedidas a renta.
Existió una piscifactoría, que inició su actividad en la década de 1970, actualmente abandonada.

## Cultura

### Fiestas y celebraciones
Tradiciones que siguen celebrándose en la actualidad:
- Semana Santa. Viernes Santo, reparto de limonada entre los vecinos y Procesión del Silencio: traslado por los hombres del Sepulcro del Cristo, desde la iglesia hasta el barrio de La Picota por la Plazetuela, y regreso por la calle Mayor. Domingo Santo: procesión con las imágenes del Niño Jesús y la Virgen de la Soledad, denominada Procesión del Encuentro. Las mujeres portan a la virgen, los hombres al niño. Van por lugares distintos y se encuentran frente a la iglesia. Allí las mujeres quitan el manto de luto a la Virgen.

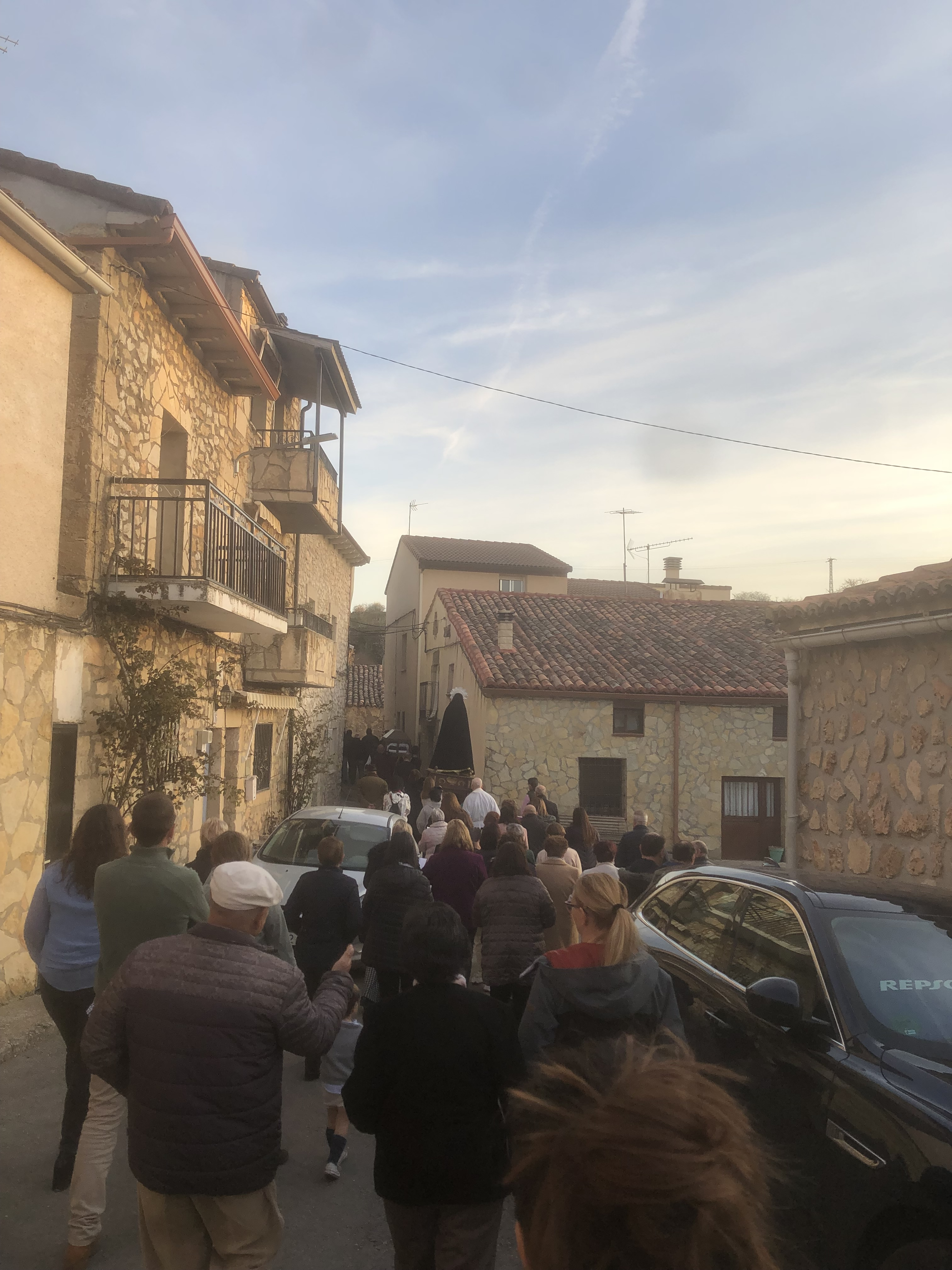
Jueves Santo. Renales (Guadalajara)

- Fiestas patronales, el domingo más próximo al 16 de julio, día de El Carmen. Música el viernes noche y sábado noche. Comida popular el domingo. Otras actividades festivas. Desde 1.604, se realiza una procesión que baja el viernes la imagen de la Virgen del Carmen desde la ermita a la iglesia. El sábado vuelve a subirse. Esta procesión conmemora el traslado de la virgen a la iglesia de San Sebastián desde la iglesia del Cerrillo (hoy ermita) para la rehabilitación del edificio, y su posterior reubicación en el mismo.

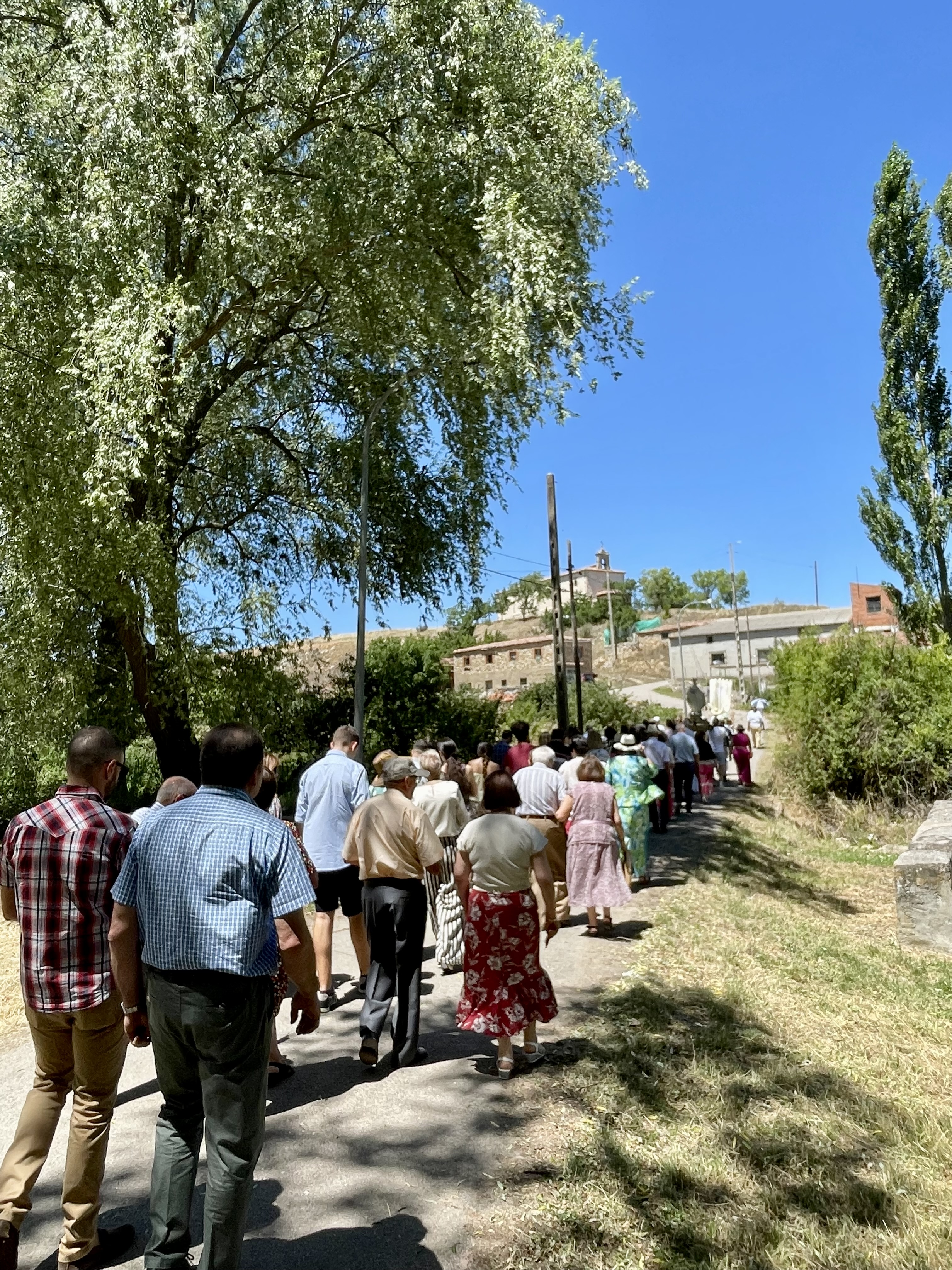
Procesión de subida de la Virgen a su Ermita. Renales (Guadalajara)

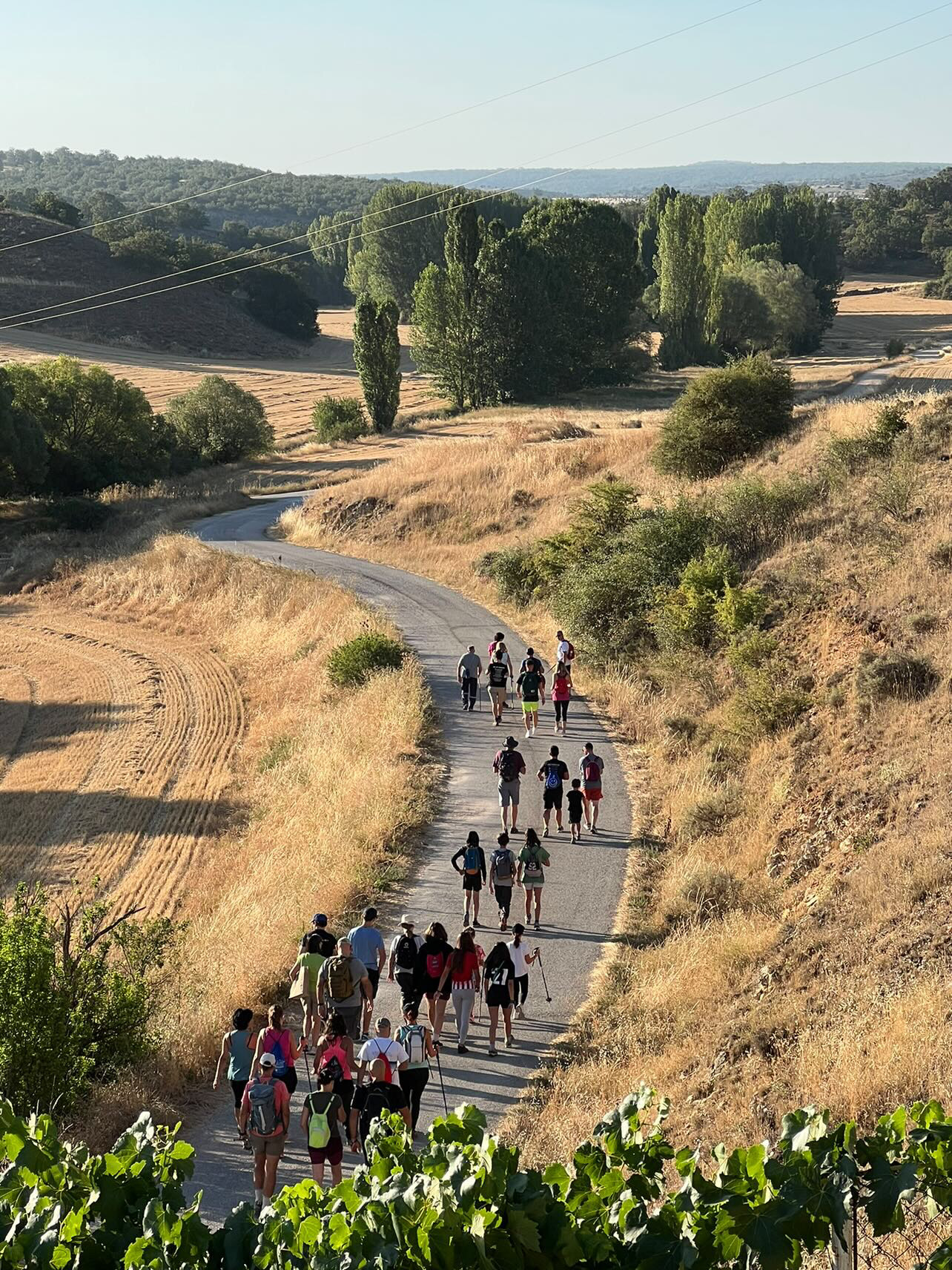
Semana Cultural. Celebrada durante la segunda y tercera semana de agosto y organizada por la Asociación Cultural de Renales. Su principal fin es promover la cultura, el ocio y la convivencia vecinal a través de diversas actividades: celebración de la festividad de San Roque, presentación de libros, homenaje a nuestros mayores, actividades deportivas tradicionales como la petanca o el guiñote así como otras actividades de índole lúdico.  - Ruta por el Tajuña. Renales
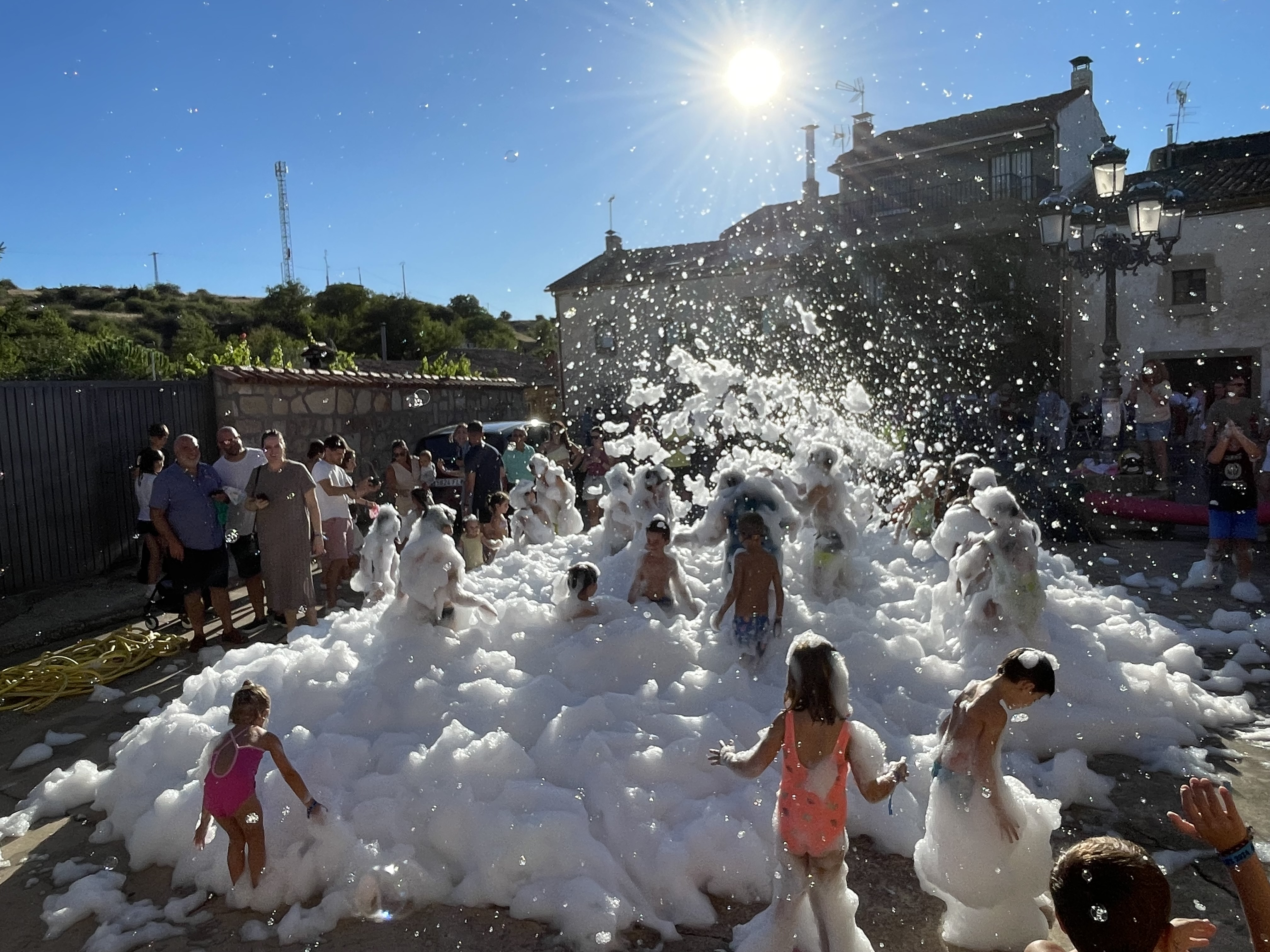
Fiesta de la espuma. Renales
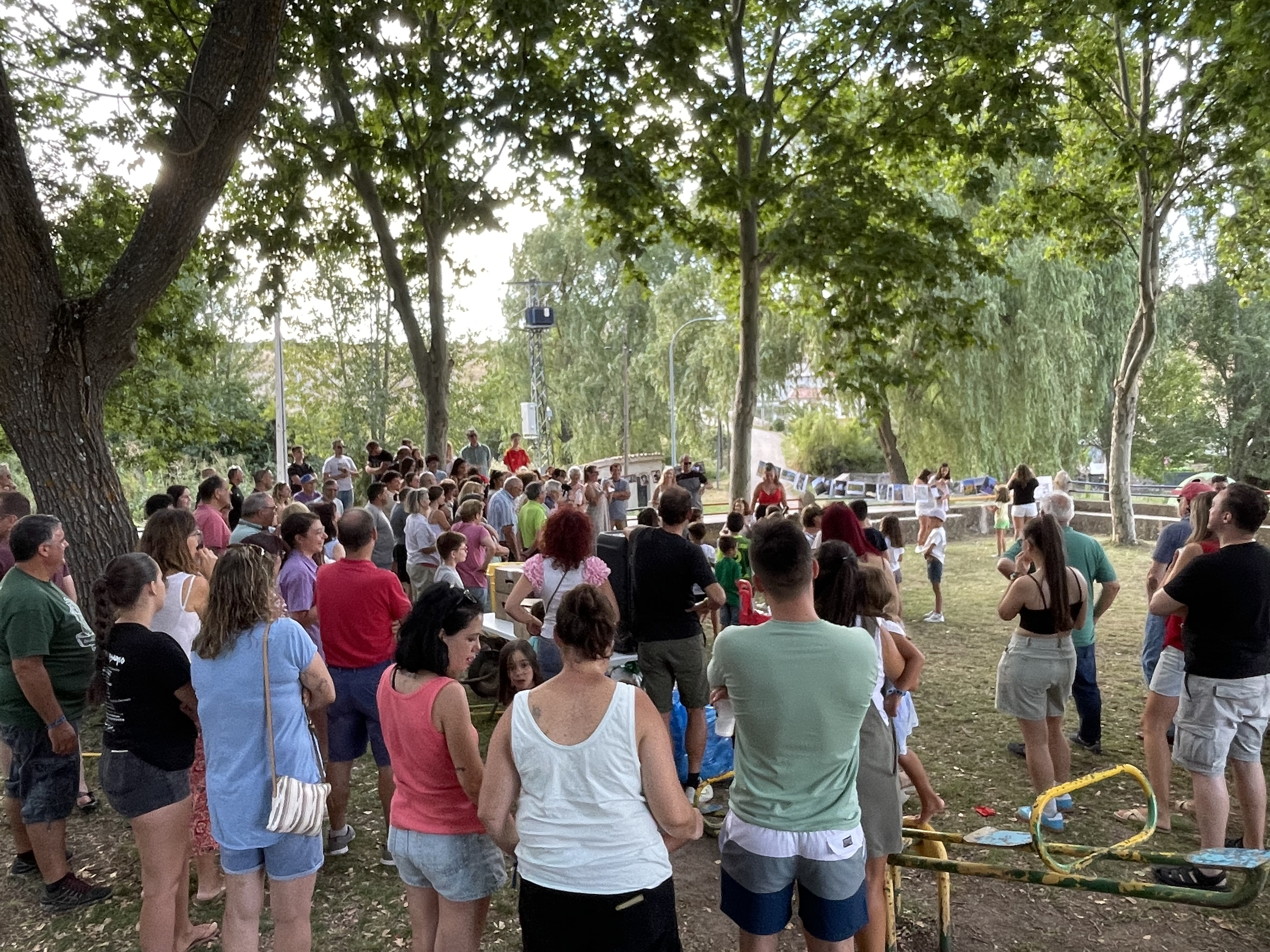
Homenaje a Nuestros Mayores. Renales
  - Fiesta de la espuma. Renales 
  - Homenaje a Nuestros Mayores. Renales

- Fiesta de San Roque, 16 de agosto. Comida popular ofrecida por el Coto de Caza de Renales.
- Hoguera de Navidad. Se realizaba una gran hoguera en la plaza la noche del 24 de diciembre.

Entre las tradiciones que desaparecieron entre 1940 y 1974 se encuentran:
- Procesión de la Cofradía del Santísimo: entre el día 6 (Reyes) y el 14 de enero, alrededor de la iglesia de San Sebastián
- Semana Santa: fiestas actuales gestionadas por la Cofradía del Dulcísimo Nombre de Jesús (Domingo de Ramos)
- Procesión de la Cruz de Mayo: realizada por la Cofradía de la Vera Cruz, incluía castigos corporales que se autoinflingían los hermanos (con latigazos sobre las espaldas desnudas) y que les eran impuestas como penitencia.
- Los Mayos: ronda de los mozos la noche del 30 de abril, tras el sorteo de mozas solteras, les cantaban el "Cantar de los Mayos" bajo su balcón y quedaban por novios, obligándose a bailar juntos hasta San Juan.
- Romería de San Juan del Pozuelo: realizada el día de San Juan (24 de junio) por los hermanos de la Cofradía de San Juan del Pozuelo, que acudían al pueblo desaparecido de Pozuel, y hacían una comida junto a la antigua iglesia, convertida en ermita.

### Gastronomía
Los platos típicos se corresponden con la cocina típica de las serranías de Guadalajara, destacándose entre ellas las migas, el escabechado, y las rosquillas y orejones. Las migas se preparan al estilo tradicional de Castilla, comiéndose acompañadas de pepinos, uvas, y torreznos. El escabechado se hace normalmente con carne de caza cocida en una mezcla de aceite, vinagre, y pimienta negra que puede llegar a mantener la carne en conserva varios años. Las rosquillas y orejones son dulces a base de harina, azúcar y agua, fritos en la sartén.

## Patrimonio
- Iglesia de San Sebastián[2] (siglo XVIII). De planta de cruz latina, conserva atrio renacentista porticado, así como un arco de entrada románico del siglo XIII.
- Ermita de la Virgen del Carmen (siglo XVI). Barroca. Planta rectangular.
- Ermita de la Soledad, antigua ermita de San Roque y más antiguamente palacio de la Cofradía de la Vera Cruz (en ruinas).
- Iglesia de San Juan de Pozuel (siglo XII). Een ruinas, puede verse la planta en un paraje denominado Pozuel, a 3 km del pueblo.

## Lugares de interés
- Cañón del río Tajuña, a tres kilómetros del pueblo.
- Antigua piscifactoría de los años 1960 en el Tajuña, lugar de especial interés paisajístico.
- Campos de la Parcelaria, donde se encuentran abundantes fósiles del Jurásico Inferior o Lías.
- Pueblo desaparecido de Villacabras, en los alrededores del Molino de Cuadrado. Pueblo del siglo XIII y poblado celtíbero anterior.
- Cueva de La Raposa. En las inmediaciones del Molino de Cuadrado.